# Towarzystwo zarejestrowane
Towarzystwo zarejestrowane (w skrócie t.z. lub T.z.) – forma prawna organizacji posiadających (osobowość prawną) w Niemczech i w Austrii (w języku niemieckim eingetragener Verein, w skrócie e.V.), stanowiącej dobrowolne stowarzyszenie prywatnych osób powołane w celu wspólnej ochrony ich praw, zarejestrowane w niemieckim (lub austriackim) sądowym rejestrze stowarzyszeń.
Wśród organizacji tego typu znajdują się m.in.:
- Kongres Polonii Niemieckiej T.z. (niem. Polnischer Kongress in Deutschland e.V., zarejestrowane w Dortmundzie);
- Związek Polaków w Niemczech T.z. (niem. Bund der Polen in Deutschland e.V., Bochum);

Innym rodzajem stowarzyszeń funkcjonujących w Niemczech i w Austrii są towarzystwa niezarejestrowane (nicht eingetragener Verein); takie stowarzyszenia nie mają osobowości prawnej.